# Ksawery Franciszek Zakrzewski
Ksawery Franciszek Zakrzewski herbu Trzaska (ur. 1817 w Niesłabinie  – zm. 30 kwietnia 1876 w Poznaniu) – rolnik, działacz społeczny, uczestnik powstania 1848.

## Życiorys
Ojcem Ksawerego był Stanisław Zakrzewski (1787-1873) a matką Marianna Ulatowska (ur. ok. 1780). Uczęszczał do gimnazjum Marii Magdaleny w Poznaniu. Studiował prawo na uniwersytecie berlińskim. Był właścicielem wsi Cichowo (w powiecie kościańskim). Brał udział w Wiośnie Ludów na terenie Wielkopolski, broniąc obozu w Książu Wielkopolskim 29 kwietnia 1848 r. Po sześciotygodniowym pobycie w niewoli powrócił do swojej wsi, którą w 1873 wydzierżawił i przeniósł się do Poznania. Od 1870 był członkiem Poznańskiego Towarzystwa Przyjaciół Nauk. 
Zmarł 30 kwietnia 1876 r. w Poznaniu i został pochowany na cmentarzu Zasłużonych Wielkopolan.